# Frank Baltrusch
Frank Baltrusch (Magdeburgo, República Democrática Alemana, 21 de marzo de 1964) es un nadador alemán retirado especializado en pruebas de estilo espalda, donde consiguió ser subcampeón olímpico en 1988 en los 200 metros.

## Carrera deportiva
En los Juegos Olímpicos de Seúl 1988 ganó la medalla de plata en los 200 metros estilo espalda, con un tiempo de 1:59.60 segundos, tras el soviético Igor Polyansky y por delante del neozelandés Paul Kingsman (bronce con 2:00.48). 
Y en el Campeonato Mundial de Natación de 1986 celebrado en Madrid consiguió también la plata en la misma prueba.